# Lulu Antariksa
Lauren Marie-Elizabeth "Lulu" Antariksa (n. 22 de agosto de 1995) es una actriz y cantante estadounidense. En el 2012 interpretó a Stevie Baskara en la sitcom de Nickelodeon How to Rock y a Lexi Connolly en la web-serie Side Effects.

## Vida y carrera
Lulu Antariksa nació en Los Ángeles, California. Su padre es de Indonesia y su madre es alemana. Se interesó en la actuación mientras asistía a Valencia High School en Valencia, California. En Valencia, actuó en producciones de teatro de Mean Girls y Mad World, un musical original basado en Alice in Wonderland.
Otros créditos de televisión de Antariksa incluyen American Family, According to Jim, ER, Head Cases, Monk, Zoey 101 y Gemini Division.
Antariksa también está capacitada en el baile, el canto y toca la guitarra, el piano, el ukelele y el bajo.

## Filmografía
| Año  | Título                     | Personaje | Notas        |
| ---- | -------------------------- | --------- | ------------ |
| 2007 | Seven's Eleven: Sweet Toys | Sparkler  | Cortometraje |

| Año       | Título                             | Personaje           | Notas                                                       |
| --------- | ---------------------------------- | ------------------- | ----------------------------------------------------------- |
| 2002      | American Family: Journey of Dreams | Lina                | "The Masked Eagle: Part 1" (temporada 1: episodio 18)       |
| 2003      | According to Jim                   | Madeline            | "Slumber Party" (temporada 2: episodio 16)                  |
| 2004      | ER                                 | Anna                | "Touch & Go" (temporada 10: episodio 11)                    |
| 2005      | Head Cases                         | Erica               | "Malpractice Makes Perfect" (temporada 1: episodio 3)       |
| 2006      | Monk                               | Whispering Child #1 | "Mr. Monk and the Garbage Strike" (temporada 5: episodio 2) |
| 2008      | Zoey 101                           | Chica del 7º Grado  | "Anger Management" (temporada 4: episodio 5)                |
| 2008      | Gemini Division                    | Joven Anna          | "In the Region of Ice" (temporada 1: episodio 47)           |
| 2012      | How to Rock                        | Stevie Baskara      | Coprotagonista, serie de TV Nickelodeon                     |
| 2012      | Figure It Out                      | Ella misma          | (temporada 5: episodios 1, 3, & 5)                          |
| 2013      | Jessie                             | Victoria Montesano  | estrella invitada 1 episodio, serie de TV Disney Channel    |
| 2013—2015 | Side Effects                       | Lexi Connolly       | Web-serie                                                   |
| 2013      | Kickin' It                         | Grey Cole           | "Return of Spyfall" (temporada 3: episodio 21)              |
| 2016-2018 | T@gged                             | Rowan Fricks        | Protagonista                                                |
| 2018—2019 | Legacies                           | Penélope Park       | Papel recurrente, serie de TV The CW                        |

| Canción           | Año  | Director            | Notas                                   |
| ----------------- | ---- | ------------------- | --------------------------------------- |
| "Lightning"       | 2012 | Kurt Hugo Schneider | Aparición, interés amoroso de Alex Goot |
| "All Your Love"   | 2012 | Daniel Durston      | Canta junto a Daniel Durston            |
| "Maroon 5 Medley" | 2012 | Kurt Hugo Schneider | Cameo                                   |